# Cypr na Letnich Igrzyskach Olimpijskich 2000
Cypr na Letnich Igrzyskach Olimpijskich 2000 reprezentowało 22 zawodników.

## Lekkoatletyka
Mężczyźni
- bieg na 100 m: Aninos Markulidis (odpadł w 2 rundzie)
- bieg na 200 m: Aninos Markulidis (odpadł w 2 rundzie)
- bieg na 400 m: Ewripidis Demostenus (nie ukończył biegu)
- bieg na 400 m przez płoki: Kostas Pochanis (odpadł w 1 rundzie)
- sztafeta 4x100 m: Prodromos Katsandonis, Aninos Markulidis, Antimos Rotos, Janis Zisimidis (odpadła w 1 rundzie)
- bieg na 3000 m z przeszkodami: Statis Stasi (nie ukończył biegu)
- skok o tyczce: Fotis Stefani (brak zaliczonego skoku)
- dziesięciobój: Jeorjos Andreu

Kobiety
- skok wzwyż: Agni Charalambus – (odpadała w kwalifikacjach)

## Żeglarstwo
Mężczyźni
- Windsurfing, RS:X: Dimitris Lapas (30. miejsce)
- Jachty jednokadłubowe – jednoosobowe, Laser: Emilios Ekonomidis (40. miejsce)

## Strzelectwo
Mężczyźni
- skeet: Andonis Andreu (8. miejsce)
- skeet: Jeorjos Achileos (23. miejsce)

Kobiety
- skeet: Sofia Miauli (9. miejsce)

## Pływanie
Mężczyźni
- 50 m stylem dowolnym: Stawros Michailidis (odpadł w eliminacjach)
- 100 m stylem dowolnym: Chrysandos Papachrysantu (odpadł w eliminacjach)
- 200 m stylem dowolnym: Alexandros Aresti (odpadł w eliminacjach)
- 200 m stylem zmiennym: George Demetriades (odpadł w eliminacjach)

Kobiety
- 100 m stylem dowolnym: Ana Stilianu (odpadła w eliminacjach)
- 100 m stylem motylkowym: Maria Papadopulu (odpadła w eliminacjach)
- 200 m stylem motylkowym: Natalia Rumbina (odpadła w eliminacjach)